# Mezdour
Mezdour est une commune de la wilaya de Bouira en Algérie.

## Culture locale et patrimoine

### Personnalités liées à la commune
- Sidi Mohammed Ben Daïf (arabe : يدي محمد بن ضيف) : walīy, inhumé dans le sanctuaire qui lui est dédié à Belkat, localité de Mezdour.
- Mohamed Daïfi (arabe : محمد ضيفي) : chahid assassiné par le MNA, inhumé à Belkat, localité de Mezdour.
- Benyahia Daïfi (arabe : بن يحيى ضيفي) : Moudjahid de la Fédération de France du FLN, inhumé à Belkat, localité de Mezdour.
- Sidi Mahad Ben Abdullah (arabe : مهاد بن عبد الله) : walīy, inhumé dans le sanctuaire qui lui est dédié à Belkat, localité de Mezdour[2].